# Теорија активности
Теорија активности (АТ; Руски: Теориа дејствиј) је кровни термин за линију еклектичних теорија и истраживања друштвених наука чији су корени у совјетској теорији психолошке активности чији је пионир Сергеј Рубинштајн током 1930-их. Касније се за њу залагао и популаризовао Алексеј Леонтјев. Неки од трагова теорије у њеном настанку такође се могу наћи у неколико радова Лав Виготски. Ови научници су настојали да људске активности схвате као системски и социјално ситуиране појаве и да превазиђу парадигме рефлексологије (учење о Владимир Бекхтерев и његови следбеници) и класичне клима (учење о Иван Павлов и његова школа), психоанализа и бихевиоризам. То је постао један од главних психолошких приступа у првом СССР, која се широко користи и у теоријској и примењеној психологији, и у образовању, стручно усавршавање, ергономија, социјална психологија и психологија рада.
Теорија активности је више дескриптивна метатеорија или оквир него теорија предвиђања. Разматра читав систем рада / активности (укључујући тимове, организације итд.) Изван само једног актера или корисника. Обрачунава окружење, историју особе, културу, улогу артефакта, мотивацију и сложеност активности из стварног живота. Једна од снага АТ је што премошћује јаз између појединачног субјекта и друштвене стварности - проучава обоје посредством активности. Јединица анализе у АТ је концепт објектно оријентисане, колективне и културно посредоване људске активности, или систем активности. Овај систем укључује предмет (или циљ), субјект, посредничке артефакте (знакове и алате), правила, заједницу и поделу рада. Мотив за активност у АТ ствара се кроз напетости и противречности унутар елемената система. Према етнографу Бони Нарди, водећи теоретичар у АТ, теорија активности „фокусира се на праксу која уклања потребу за разликовањем„ примењене “од„ чисте “науке - разумевање свакодневне праксе у стварном свету је сам циљ научне праксе. Циљ теорија активности подразумева разумевање јединства свести и активности “. Понекад назван „Теорија културно-историјске делатности“, овај приступ је посебно користан за проучавање групе која постоји „углавном у виртуелном облику, чија је комуникација углавном посредована електронским и штампаним текстовима“.
АТ је посебно користан као сочиво у квалитативним методологијама истраживања (нпр. етнографија, истраживање случаја). АТ пружа метод за разумевање и анализу феномена, проналажење образаца и закључивање кроз интеракције, описивање појава и представљање феномена кроз уграђени језик и реторику. Одређена активност је циљана или сврсисходна интеракција субјекта са објектом употребом алата. Ови алати су екстериоризовани облици менталних процеса који се манифестују у конструктима, било физичким или психолошким. АТ препознаје интернализацију и екстернализацију когнитивних процеса који су укључени у употребу алата, као и трансформацију или развој који су резултат интеракције.